# Ravindran Kannan
Ravindran Kannan (Madras, 12 de março de 1953) é um informático e matemático indiano.

## Formação
Kannan estudou no Indian Institute of Technology Bombay e obteve um doutorado em 1980 na Universidade Cornell, orientado por Earl Trotter, com a tese The size of numbers in the analysis of certain algorithms. Lecionou no Instituto de Tecnologia de Massachusetts, na década de 1990 professor na Universidade Carnegie Mellon e depois na Universidade Yale. É atualmente Principal Research Scientist da Microsoft Research na Índia e leciona no Indian Institute of Science em Bangalor.

## trabalho
Com Alan Frieze encontrou uma versão algorítmica do lema de regularidade de Endre Szemerédi. Em seu trabalho, eles introduziram o lema da regularidade fraca, que se tornou uma importante ferramenta combinatória para vários algoritmos (algoritmos de streaming, limites de gráfico, algoritmos sublineares).
Recebeu o Prêmio Knuth de 2011 pelo desenvolvimento de métodos algorítmicos influentes para a solução de grandes problemas de computação em aberto, com aplicações para o processamento de grandes quantidades de dados, pelo que fez contribuições fundamentais em áreas muito diferentes da ciência da computação, como reticulados e suas aplicações, algoritmos geométricos, aprendizado de máquina álgebra linear numérica. Também lidou com cadeias de Markov e seus tempos de mistura, agrupamento.
Recebeu o Prêmio Fulkerson de 1991 com Martin Dyer e Alan Frieze, por um algoritmo de tempo polinomial para calcular o volume de corpos convexos gerais.
Com Frieze e Santosh Vempala investigou aproximações de baixa ordem para matrizes.
Foi palestrante convidado do Congresso Internacional de Matemáticos em Pequim (2002: Rapid mixing in Markov chains). Em 2015 foi eleito membro da Academia de Artes e Ciências dos Estados Unidos e em 2016 da Association for Computing Machinery.